# Moruga thickthorni
Moruga thickthorni is een spinnensoort uit de familie Barychelidae. De soort komt voor in Queensland.